# 나카마치다이역
나카마치다이역(일본어: 仲町台駅, なかまちだいえき)은 일본 가나가와현 요코하마시 쓰즈키구에 있는 철도역이다.

## 타는 곳
상대식 승강장 2면 2선의 고가역 형태로, 2007년 4월 14일 스크린도어 사용 개시.
| 1 | ■ 블루 라인 | 신요코하마・요코하마・간나이・가미오오카・도쓰카・쇼난다이 방면 |
| 2 | ■ 블루 라인 | 센터 미나미・아자미노 방면                                      |

## 이용 현황
- 1일 평균 승차 인원
  - 2007년: 14593명

## 역세권 정보
- 사카타노다네 본사
- 이케아
- 나카마치다이 지구 센터
- 맥도날드
- 시냇물소리 공원
- 문화당

## 역사
- 1993년 3월 18일: 영업 개시.
- 2007년 4월 14일: 스크린도어 사용 개시.

## 역명의 유래
지명에서 유래했다.
「나카마치다이」의 유래는 원래의 지명인 오쿠마치의 소자 「나카마치」에 「다이」를 붙인 것. 지하철 건설중의 가칭역명은 「오쿠마치」에서 만났다.

## 인접역
| 요코하마 시 교통국 ■ 지하철 3호선(블루 라인) | 요코하마 시 교통국 ■ 지하철 3호선(블루 라인) | 요코하마 시 교통국 ■ 지하철 3호선(블루 라인) |
| -------------------------------------------- | -------------------------------------------- | -------------------------------------------- |
| B27 닛파 쇼난다이 방면                       |                                              | 센터 미나미 B29 아자미노 방면                |